# 3988 Huma
3988 Huma è un asteroide near-Earth areosecante. Scoperto nel 1986, presenta un'orbita caratterizzata da un semiasse maggiore pari a 1,5447003 UA e da un'eccentricità di 0,3165933, inclinata di 10,76650° rispetto all'eclittica.